# Robert Weissenbacher
Robert Weissenbacher (né le 22 novembre 1983 à Schweinfurt) est un peintre allemand.

## Biographie
Il étudie de 2004 à 2011 à l'académie des beaux-arts de Munich auprès d'Emö Simonyi, Gerd Dengler, Stefan Römer et Res Ingold et en 2007 à l'université hongroise des beaux-arts auprès de Károlyi Zsigmond.

## Œuvre
Les peintures expressives à la détrempe à l'œuf traitent de la « complexité de voir ». Dans ses tableaux, l'artiste raconte souvent des parties du récit humain et animal et se concentre sur le motif du masque.

## Source de la traduction
- (de) Cet article est partiellement ou en totalité issu de l’article de Wikipédia en allemand intitulé « Robert Weissenbacher » (voir la liste des auteurs).